# Cabera graciosa
Cabera graciosa är en fjärilsart som beskrevs av Dyar 1913. Cabera graciosa ingår i släktet Cabera och familjen mätare. Inga underarter finns listade i Catalogue of Life.